# Karl Friedl (Politiker)
Karl Friedl (* 27. Juni 1884 in Stammersdorf; † 14. April 1955 ebenda) war ein österreichischer Fleischhauer, Gastwirt und Politiker (ÖVP). Friedl war von 1945 bis 1949 Abgeordneter zum österreichischen Nationalrat.

## Leben
Friedl besuchte die achtjährige Volksschule in Stammersdorf und absolvierte eine Lehre als Fleischhauer. Er war in der Folge als Fleischhauer und Selchermeister sowie als Gastwirt tätig. Friedl wurde der Berufstitel Kommerzialrat verliehen.
Friedl war von 1919 bis 1938 Mitglied des Gemeinderates von Stammersdorf und zwischen 1922 und 1936 Verwaltungsrat des Gewerbebundes. Er wirkte von 1926 bis 1938 als Kammerrat der Wiener Handelskammer und war von 1934 bis 1938 Bürgermeister-Stellvertreter von Stammersdorf. Zwischen 1936 und 1938 hatte Friedl zudem die Funktion des Zunftmeisters der Fleischhauer in Niederösterreich inne. Friedl war Obmannstellvertreter des Landesgewerbeverbandes in Niederösterreich und vertrat die ÖVP zwischen dem 19. Dezember 1945 und dem 8. November 1949 im Nationalrat. 
Sein Grab befindet sich am Stammersdorfer Zentralfriedhof (Gruppe 6, Nummer 3).